# James Augustus Grant
James Augustus Grant (Nairn, 11 aprile 1827 – Nairn, 11 febbraio 1892) è stato un esploratore britannico dell'Africa orientale equatoriale.
Nel 1846 entrò a far parte dell'esercito indiano.  Partecipò alla guerra dei Sikh (1848-49), servì durante la ribellione indiana del 1857, e fu ferito durante l'operazione di liberazione della città di Lucknow.
Ritornò in Inghilterra nel 1858, e nel 1860 si unì a John Hanning Speke nella spedizione che risolse il mistero della sorgente del Nilo.  La spedizione lasciò Zanzibar nell'ottobre del 1860 e raggiunse Gondokoro nel febbraio del 1863.  Speke era il capo spedizione, ma Grant portò avanti numerose ricerche indipendenti, anche nel campo della botanica.  Nel 1864 pubblicò, come compendio alla pubblicazione di Speke sul loro viaggio, A Walk across Africa, nel quale affrontava i temi della vita ordinaria, le abitudini e i sentimenti delle popolazioni indigene dei paesi visitati.
Nel 1865 Grant si sposò e tornò a vivere nella città di Nairn, dove morì nel 1892.